# Taphrophila trichella
Taphrophila trichella är en svampart som först beskrevs av Sacc., E. Bommer & M. Rousseau, och fick sitt nu gällande namn av Réblová & M.E. Barr 1998. Taphrophila trichella ingår i släktet Taphrophila och familjen Tubeufiaceae.   Inga underarter finns listade i Catalogue of Life.